# Szlaki turystyczne w Bielsku-Białej

## Szlaki górskie

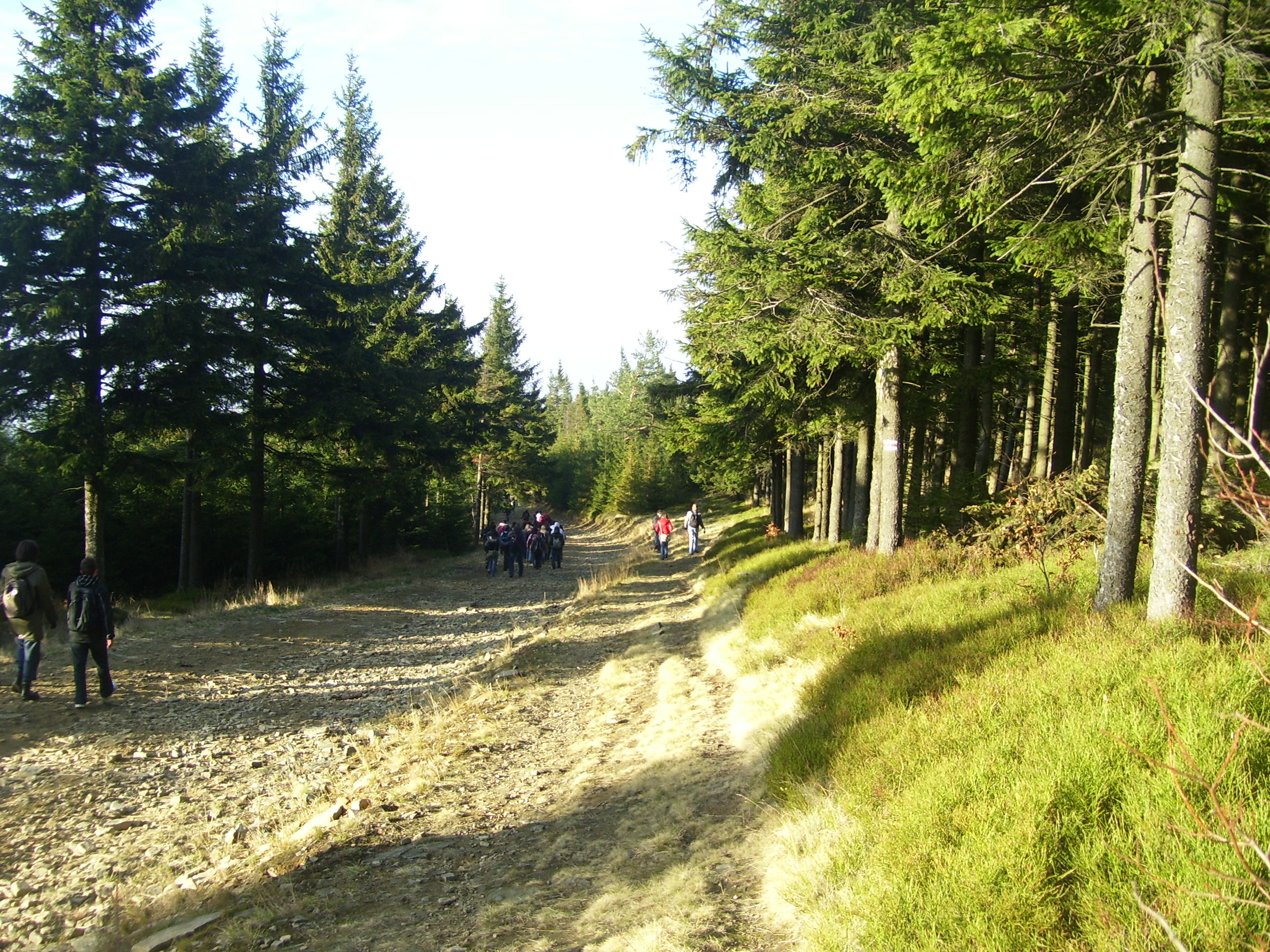
Szlak Mikuszowice – Malinowska Skała

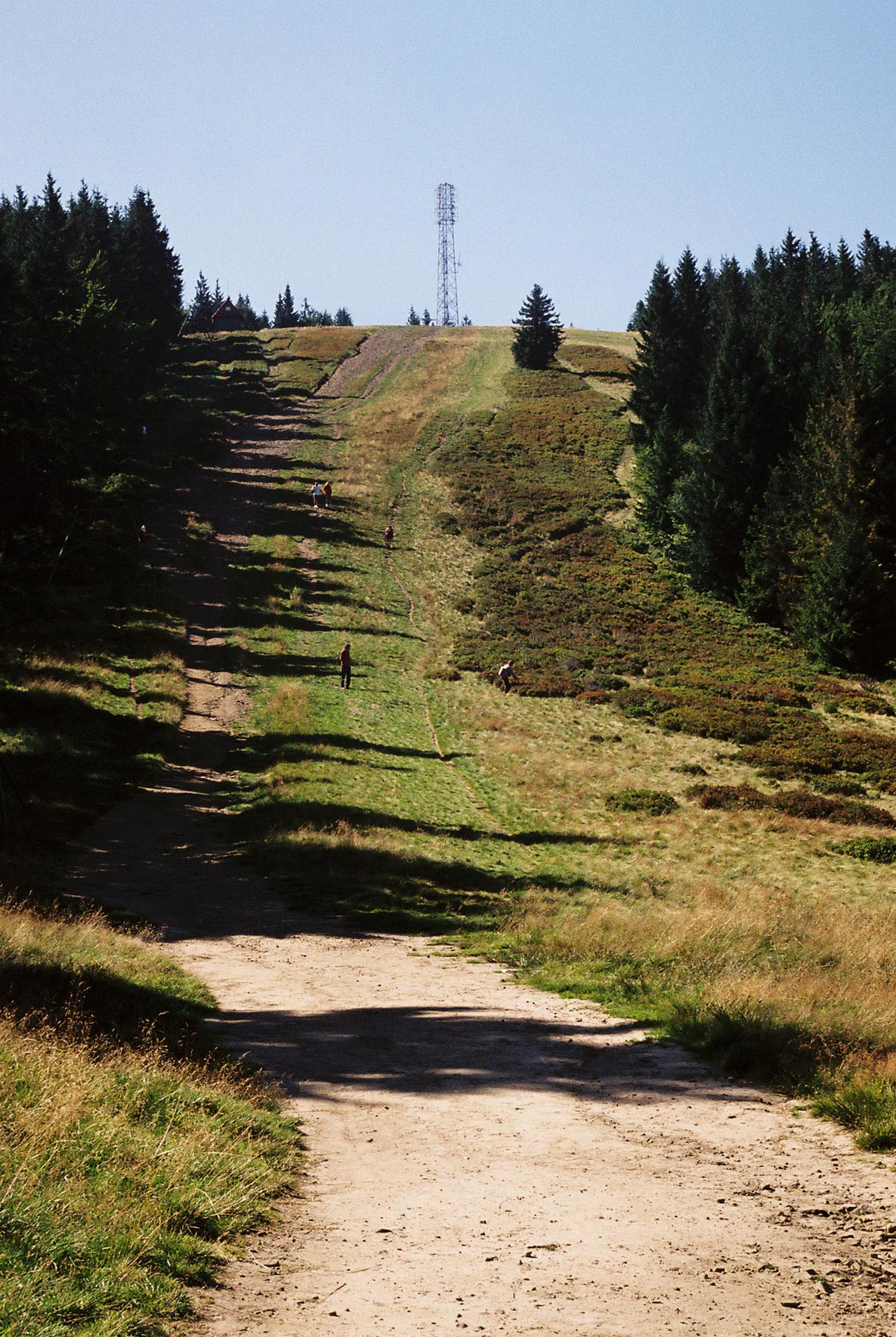
Szlak Klimczok – Siodło pod Klimczokiem

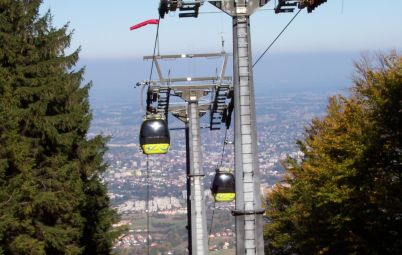
Kolej linowa na Szyndzielnię

W rejonie Bielska-Białej znajduje się bardzo gęsta sieć szlaków turystycznych. Prowadzą one na wszystkie szczyty górskie w mieście i okolicach.
Szlaki turystyczne górskie przebiegające w granicach Bielska-Białej:

kursywą oznaczono przebieg szlaku poza granicami miasta
- → ulica Tartaczna → Dolina Wapienicy → Jezioro Wielka Łąka → Szyndzielnia

- → Cygański Las → przeł. Sipa → Kołowrót → przeł. Kołowrót → Szyndzielnia → Klimczok → Trzy Kopce → Stołów → Błatnia → przeł. Siodło pod Przykrą → Wielka Polana → Jaworze (stacja kolejowa)

- → Straconka (kościół MB Pocieszenia) → przeł. Łysa → polana Rogacz → Magurka Wilkowicka → Międzybrodzie Bialskie

- → Wapienica (stacja kolejowa) → Dolina Wapienicy → Jezioro Wielka Łąka → Palenica → Kopany → Wysokie → Przykra → przeł. Siodło pod Przykrą → Błatnia

- → stacja dolna kolei linowej na Szyndzielnię → przeł. Dylówki

- → Siodło pod Równią → Kozia Góra → do żółtego szlaku z Cygańskiego Lasu do Jaworza

- → Lipnik Górny (przystanek MZK „Krakowska Kopiec”) → Gaiki → przeł. Przegibek → Magurka Wilkowicka → Czupel → Rogacz → Suchy Wierch → Czernichów → Kościelec → Jaworzyna → przeł. Cisowa → przeł. Przysłop Cisowy

- → Olszówka Górna (przystanek MZK „Szyndzielnia”) → Polana pod Dębowcem → Dębowiec → Cuberniok → przeł. Dylówki → Szyndzielnia

- → Cygański Las → Błonia → Kozia Góra

- → Straconka (kościół MB Pocieszenia) → Magurka Wilkowicka → Wilkowice → Bystra → przeł. Kołowrót → przeł. Siodło pod Klimczokiem → Magura → Szczyrk → Skrzyczne

- → Mikuszowice Krakowskie (stacja kolejowa) → Wilkowice → polana Rogacz → Magurka Wilkowicka → Łysa Góra → Mikuszowice Krakowskie → Mikuszowice Śląskie → Olszówka Dolna → Olszówka Górna → Polana pod Dębowcem → Dębowiec → Cuberniok → przeł. Dylówki → Szyndzielnia → przeł. Siodło pod Klimczokiem → przeł. Karkoszczonka → Beskid → Hyrca → Kotarz → przeł. Salmopolska → Malinów → Malinowska Skała

- → Błonia → przeł. Siodło pod Równią → Bystra → Magura → przeł. Siodło pod Klimczokiem

- → Straconka (kościół MB Pocieszenia) → Czupel → Gaiki → Groniczki → Przełęcz u Panienki → Chrobacza Łąka → Bujakowski Groń → Porąbka → Żar

- → Straconka (przystanek MZK „Straconka Zakręt”) → przeł. Przegibek

- → Lipnik Górny (przystanek MZK „Krakowska Kopiec”) → Przełęcz u Panienki

- → Klimczok → przeł. Siodło pod Klimczokiem

W Straconce rozpoczyna się także  Mały Szlak Beskidzki o długości 137 km.
Dotarcie w góry umożliwia wybudowana w 1953 roku, gruntownie zmodernizowana na przełomie lat 1993 i 1994 jedna z najnowocześniejszych kolei linowych w Polsce, która w swoich gondolach wwozi turystów z Olszówki na wysokość 960 m n.p.m. tuż pod szczytem Szyndzielni.

## Szlaki nizinne
W granicach Bielska-Białej przebiegają trzy nizinne szlaki turystyczne: Szlak 700-lecia Bielska, Szlak Najazdu Szwedzkiego oraz jeden nie nazwany.
Pierwszy oznaczony jest kolorem zielonym (). Rozpoczyna się on przy Dworcu Głównym, biegnie ulicami Matejki, Mickiewicza, przez pl. Chrobrego, Podcienie, Rynek, Celną, Sobieskiego, dookoła starobielskiego grodziska, przez ul. Nad Potokiem, wzgórze Trzy Lipki i dalej poza granicami miasta: przez Mazańcowice, Międzyrzecze Górne, Międzyrzecze Dolne, Ligotę, Zabrzeg do dworca kolejowego w Czechowicach-Dziedzicach (na odcinku Czechowice-Dziedzice − Wzgórze Trzy Lipki nie odnawiany od 2005 roku − przeznaczony do kasacji).
Drugi oznaczony jest kolorem żółtym (). Biegnie z Żywca (a dokładniej z żywieckiego browaru przez Grojec, Park Zamkowy, śródmieście i dalej brzegiem Jeziora Żywieckiego) przez Pietrzykowice Żywieckie, Łodygowice, Wilkowice do bielskiego kościoła św. Barbary (na odcinku Bielsko-Biała Mikuszowice − Łodygowice nie odnawiany od 2000 roku − przeznaczony do kasacji).
Trzeci oznaczony jest kolorem czarnym (). Biegnie z centrum Aleksandrowic, na zachód od Osiedla Beskidzkiego, przy lotnisku Bielsko-Biała Aleksandrowice, przez Górną Wapienicę i dalej poza granicami miasta: przez Jaworze, wschodnią Jasienicę do Międzyrzecza Górnego.

## Trasy rowerowe
Przez Bielsko-Białą przebiega Międzynarodowy Szlak Rowerowy Greenways Kraków – Morawy – Wiedeń. Na terenie miasta biegnie on przez wzgórze Trzy Lipki, Stare Bielsko i Wapienicę.
Ponadto w ostatnich latach powstały w Bielsku-Białej (głównie w dzielnicach południowych – Kamienica, Olszówka, Mikuszowice, Leszczyny, Wapienica) liczne ścieżki rowerowe, biegnące najczęściej wzdłuż głównych dróg.

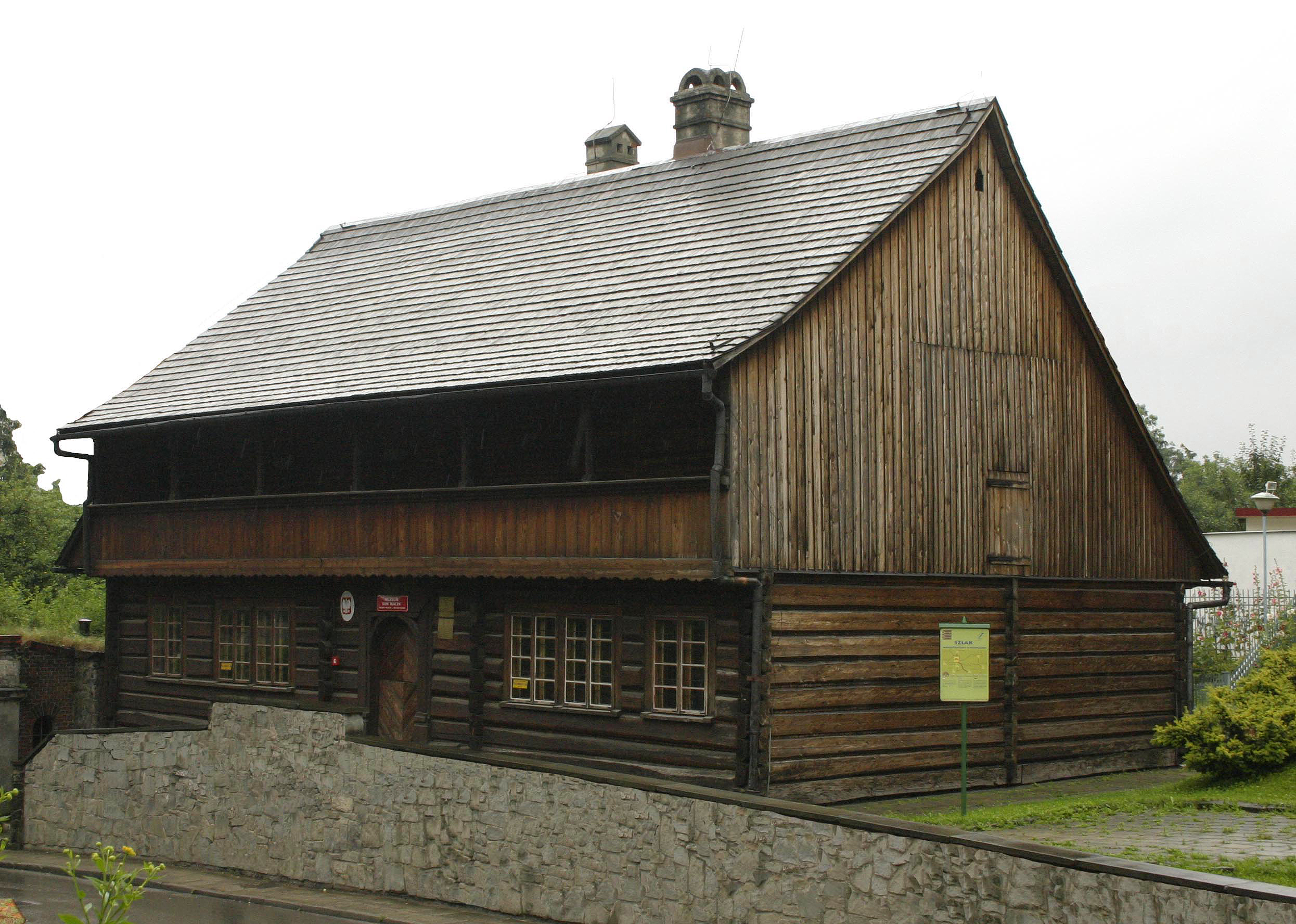
Dom Tkacza. Po prawej stronie widoczna tablica informacyjna

## Szlak architektury drewnianej
Bielsko-Biała leży na Szlaku architektury drewnianej województwa śląskiego. Bielskie obiekty leżące na Szlaku to: Dom Tkacza przy ul. Sobieskiego 51 z końca XVIII w. oraz kościół św. Barbary z 1690 r. w Mikuszowicach.

## Szlak Zabytków Techniki
W Bielsku-Białej leży jeden obiekt na trasie Szlaku Zabytków Techniki Województwa Śląskiego – Muzeum Techniki i Włókiennictwa.

W 2013 roku został wykreślony Dworzec Główny PKP ze szlaku, bowiem nie spełniał podstawowych kryteriów.